# 维奥丽卡·苏萨努
维奥丽卡·苏萨努（羅馬尼亞語：Viorica Susanu，1975年10月29日—），罗马尼亚女子赛艇运动员。她曾代表罗马尼亚参加1996年、2000年、2004年、2008年和2012年夏季奥林匹克运动会赛艇比赛，获得四枚金牌和一枚铜牌。